# Alessandro Vanotti
Alessandro Vanotti (ur. 16 września 1980 w Bergamo) – włoski kolarz szosowy.

## Najważniejsze osiągnięcia
2007
- 1. miejsce na 1. i 5. etapie Settimana Ciclistica Lombarda
- 1. miejsce na 1. etapie Giro d'Italia (TTT)

2008
- 1. miejsce na etapie 1b Settimana Internazionale di Coppi e Bartali (TTT)
- 1. miejsce na 1. etapie Vuelta a España (TTT)

2010
- 1. miejsce na etapie 1b Settimana Internazionale di Coppi e Bartali (TTT)
- 1. miejsce na 1. etapie Giro d'Italia (TTT)

2013
- 1. miejsce na 1. etapie Vuelta a España (TTT)

2015
- 1. miejsce na 2. etapie Vuelta a Burgos (TTT)

2016
- 1. miejsce w klasyfikacji górskiej Österreich-Rundfahrt
- 1. miejsce na 2. etapie Vuelta a Burgos (TTT)